# Djupavan (Älvsby socken, Norrbotten)
Djupavan är en sjö i Älvsbyns kommun i Norrbotten och ingår i Piteälvens huvudavrinningsområde. Djupavan ligger i Piteälven Natura 2000-område.